# 国家道歉日
国家道歉日（英文：National Sorry Day）是自1998年起，每年5月26日在澳大利亚举行的纪念日，其并非官方假日。國家道歉日是為了纪念过去澳洲政府对澳洲原住民儿童的伤害。

## 来历
从1880年代至1960年代，澳大利亚政府以改善原住民儿童智力为由，把原住民儿童强制安置到抚养机构或白人家庭中。并且销毁原住民儿童亲生父母的资料，以防止他们寻找亲人。估计有逾10万儿童被强制安置，但是确切数字无法统计。这批被重新安置的儿童被称为“被偷走的一代”。
1997年4月，澳大利亚人权和平等权利委员会发表了名为《带他们回家》（Bringing them home）的报告，披露了这个原住民儿童重新安置计划。并在1998年5月26日设立“国家道歉日”，举行各种活动，以让对此事有责任的组织道歉。
此纪念日每年举行一次，直到2004年。2005年，纪念日被改名为国家疗伤日。但是，在2005年9月国家道歉日委员会恢复其原有名称。
ENIAR（欧洲澳大利亚原住民人权网）从2005年开始在伦敦举行每年一度的国家道歉日。2005年在伦敦举行的纪念日是首次在澳大利亚以外举行，以提高人们对原住民在英国情况的认识。纪念日包括原住民与非原住民澳大利亚人的演出和演讲，将英国国民与澳大利亚原住民联系在一起。